# Zetomotrichus bidentatus
Zetomotrichus bidentatus är en kvalsterart som beskrevs av Hammer 1977. Zetomotrichus bidentatus ingår i släktet Zetomotrichus och familjen Zetomotrichidae. Inga underarter finns listade i Catalogue of Life.